# Markus Schopp
Markus Schopp (Graz, 22 febbraio 1974) è un allenatore di calcio ed ex calciatore austriaco, di ruolo centrocampista, tecnico del LASK.

## Caratteristiche tecniche
Ricopriva il ruolo di centrocampista.

## Carriera

### Calciatore

#### Club

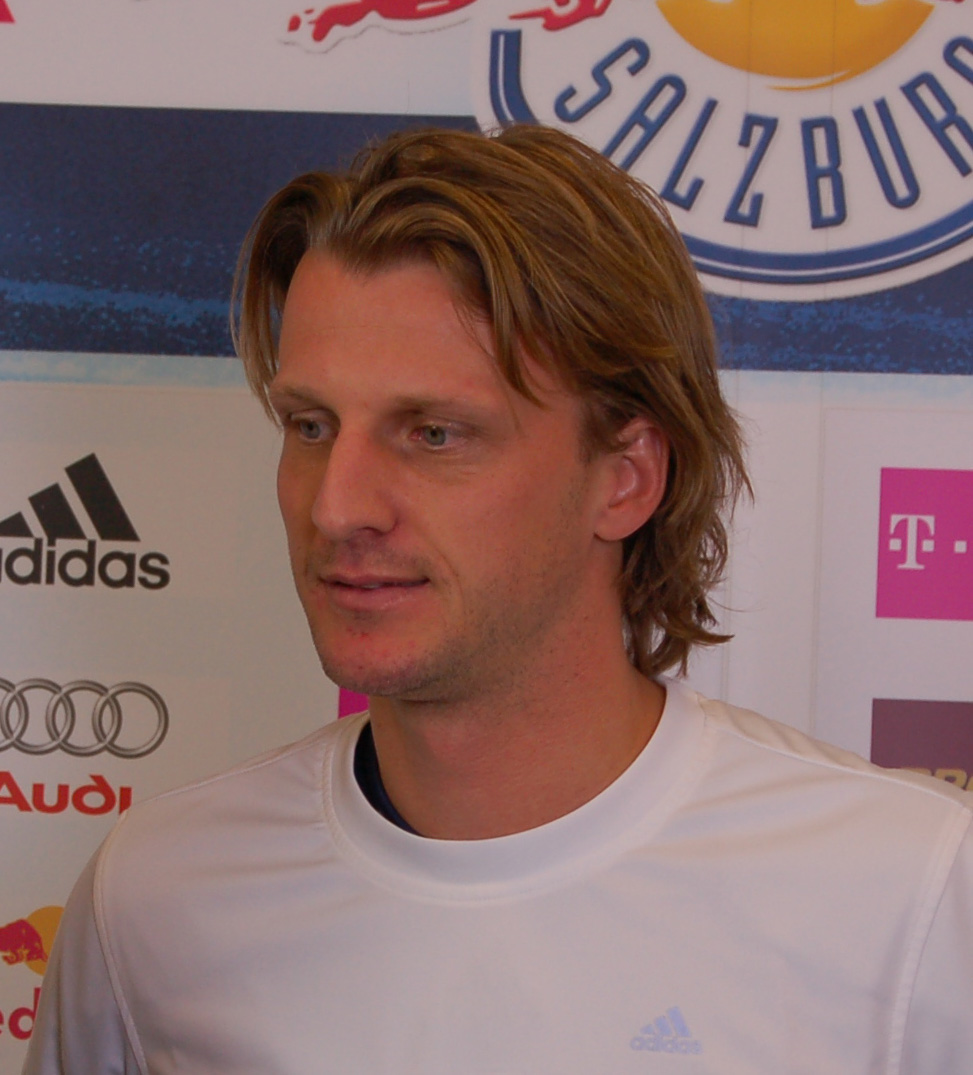
Schopp nel 2005, intervistato al termine di una gara

Cresciuto nelle giovanili dell'ESK Graz (club della sua città natale), passò ai concittadini dello Sturm Graz dove, tra il 1991 e il 1996, totalizzò oltre cento presenze nella massima divisione austriaca, conquistando una Coppa d'Austria.
Nell'estate del 1996 si trasferisce in Germania dove gioca nell'Amburgo: qui totalizza 40 presenze in Bundesliga nel corso di due stagioni. Nell'estate del 1998 torna allo Sturm, arricchendo il suo palmares di due campionati, un'altra Coppa d'Austria e due supercoppe austriache. Di particolare rilievo sono le sue prestazioni nella UEFA Champions League 2000-2001 in cui realizzò sei reti (comprese le gare nei turni preliminari), compresa la decisiva doppietta (su tiro di rigore) nell'andata dei preliminari contro il Feyenoord.
Nell'estate del 2001 giunge in Italia, trovando ingaggio nel Brescia club di Serie A. Con i bresciani disputata quattro stagioni, accumulando oltre novanta presenze e disputando la Coppa Intertoto UEFA 2003, fino alla retrocessione al termine della stagione 2004-2005.
Nell'estate del 2005 torna nuovamente in patria, vestendo la maglia del Red Bull Salisburgo, prima di trasferirsi negli USA ai New York Red Bulls. Tra la fine del 2007 e l'inizio del 2008 ha dato l'addio al calcio.

#### Nazionale
Tra il 1992 e il 1995 ha giocato con l'Under-21 austriaca, totalizzando 16 presenze e una rete. Ha esordito con i pari età ungheresi il 26 maggio 1992 nel corso di una gara amichevole. La sua unica rete fu messa a segno il 18 maggio 1993 contro i pari età della Svezia in una gara valida per le Qualificazioni al campionato europeo di calcio Under-21 1994.
Vanta oltre 56 presenze con la nazionale austriaca, collezionate tra il 1995 e il 2005, durante le quali ha messo a segno sei reti.
Ha esordito il 16 agosto 1995 nella gara contro la Lettonia valida per le Qualificazioni al campionato europeo di calcio 1996, entrando ad inizio ripresa al posto di Johann Kogler. Meno di un mese dopo fu titolare nella gara contro l'Irlanda, sempre valida per le qualifizioni ad Euro 1996. Appena due mesi più tardi realizzò la sua prima rete in nazionale nella sconfitta contro l'Irlanda del Nord maturata in un'altra partita valida per le qualificazioni ad Euro 1996.
Ha preso parte alla spedizione austriaca ai mondiali 1998, scegliendo la maglia n.2: nel corso del torneo in cui l'Austria fu eliminata nella fase a gironi, Schopp collezionò un'unica presenza, nella gara contro il Cile valida per la seconda giornata, in cui entrò in campo ad inizio ripresa al posto di Harald Cerny. La sua unica doppietta in nazionale risale alla gara contro l'Irlanda del Nord del 13 ottobre 2004 valida per le Qualificazioni al campionato mondiale di calcio 2006. La sua ultima gara in nazionale fu proprio contro l'Irlanda del Nord: si trattò della partita di ritorno giocata il 12 ottobre 2005, in cui fu sostituito nel corso della ripresa da Joachim Standfest, con la squadra già in vantaggio per 1-0

### Allenatore

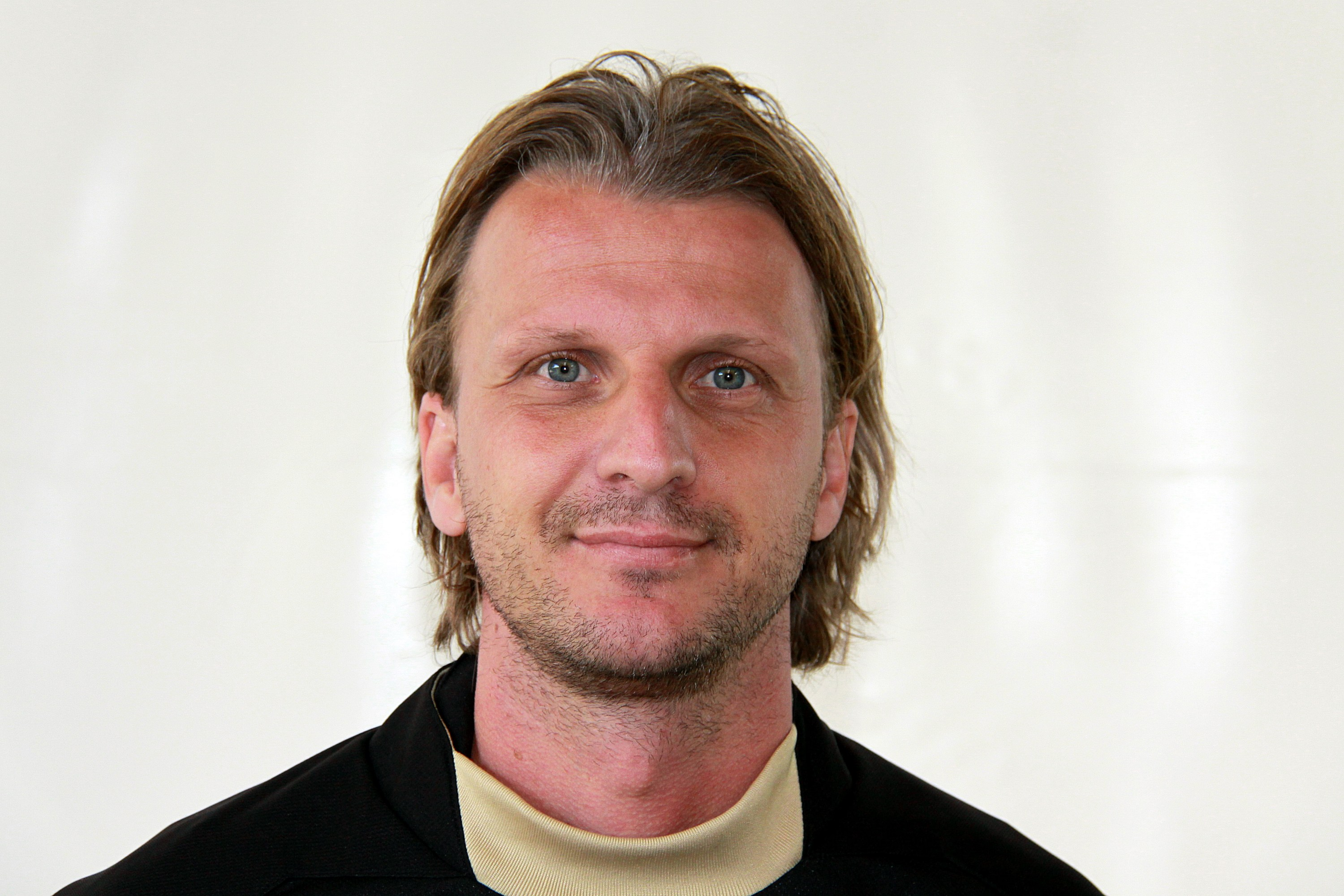
Schopp all'epoca in cui era vice allenatore dell'Austria Under-21

Smessi i panni del calciatore, ha cominciato ad allenare proprio dalle giovanili dello Sturm Graz. Con tale club è rimasto fino al 2017 (salvo la parentesi come vice di Andreas Herzog alla guida dell'Austria Under-21), alternando il ruolo di allenatore delle giovanili a quello di capo tecnico della formazione riserve, con l'eccezione di un breve interim da capo allenatore della prima squadra tra aprile e giugno 2013. Nelle sei gare da allenatore dello Sturm ha collezionato appena una vittoria a fronte di cinque sconfitte.
Nel corso della stagione 2017-2018 è stato vice di Oliver Lederer al St. Pölten, club della massima serie austriaca; l'avventura finì ad aprile 2018 con la squadra all'ultimo posto e il subentro in panchina di Dietmar Kühbauer. Nel triennio 2018-2021 ha diretto l'Hartberg, club neopromosso in Bundesliga. Al primo anno condusse la squadra alla salvezza grazie al penultimo posto finale. Al secondo anno il club migliorò molto i propri risultati, raggiungendo la poule scudetto e concludendo al quinto posto che consentì alla squadra di disputare i play-off per l'Europa League; grazie alla vittoria con l'Austria Vienna, poté partecipare all'UEFA Europa League 2020-2021. Nella stagione successiva in Europa League arrivò l'eliminazione immediata ad opera dei polacchi del Piast Gliwice, nel secondo turno di qualificazione giocato in gara unica a causa della Pandemia di COVID-19; in campionato la squadra fallì l'accesso alla poule scudetto, disputando la poule retrocessione e concludendo al settimo posto che consentì l'accesso ai play-off per la Conference League; nella riedizione dei play-off della stagione precedente l'Hartberg fu sconfitto dall'Austria Vienna al primo dei due turni.
Nell'estate del 2021 fu ingaggiato come allenatore del Barnsley, club di Championship, ma a metà novembre fu sollevato dall'incarico quando la squadra era penultima in classifica e fu sostituito da Poya Asbaghi.

## Statistiche

### Presenze e reti nei club
| Stagione                  | Squadra                   | Campionato                | Campionato | Campionato | Coppe nazionali | Coppe nazionali | Coppe nazionali | Coppe continentali | Coppe continentali | Coppe continentali | Altre coppe | Altre coppe | Altre coppe | Totale | Totale |
| Stagione                  | Squadra                   | Comp                      | Pres       | Reti       | Comp            | Pres            | Reti            | Comp               | Pres               | Reti               | Comp        | Pres        | Reti        | Pres   | Reti   |
| ------------------------- | ------------------------- | ------------------------- | ---------- | ---------- | --------------- | --------------- | --------------- | ------------------ | ------------------ | ------------------ | ----------- | ----------- | ----------- | ------ | ------ |
| 1991-1992                 | Sturm Graz                | 1D                        | 0          | 0          | CA              | ?               | ?               | CI+CU              | ?                  | ?                  | -           | -           | -           | 0+     | 0+     |
| 1992-1993                 | Sturm Graz                | BL                        | 15         | 1          | CA              | 2               | 0               | -                  | -                  | -                  | -           | -           | -           | 17     | 1      |
| 1993-1994                 | Sturm Graz                | BL                        | 32         | 0          | CA              | 2               | 1               | -                  | -                  | -                  | -           | -           | -           | 34     | 1      |
| 1994-1995                 | Sturm Graz                | BL                        | 34         | 5          | CA              | 1               | 0               | -                  | -                  | -                  | -           | -           | -           | 35     | 5      |
| 1995-1996                 | Sturm Graz                | BL                        | 33         | 6          | CA              | 5               | 0               | CU                 | 2                  | 0                  | -           | -           | -           | 40     | 6      |
| 1996-1997                 | Amburgo                   | BL                        | 27         | 3          | CG              | 5               | 2               | CU                 | 6                  | 0                  | -           | -           | -           | 38     | 5      |
| 1997-gen.1998             | Amburgo                   | BL                        | 13         | 0          | CG              | 2               | 0               | CI                 | 4                  | 1                  | -           | -           | -           | 20     | 1      |
| Totale Amburgo            | Totale Amburgo            | Totale Amburgo            | 40         | 3          |                 | 7               | 2               |                    | 10                 | 1                  | -           | -           | -           | 57     | 6      |
| gen-giu 1998              | Sturm Graz                | BL                        | 13         | 1          | CA              | 2               | 0               | -                  | -                  | -                  | -           | -           | -           | 15     | 1      |
| 1998-1999                 | Sturm Graz                | BL                        | 31         | 4          | CA              | 3               | 2               | UCL                | 7                  | 0                  | SA          | 1           | 0           | 42     | 6      |
| 1999-2000                 | Sturm Graz                | BL                        | 27         | 6          | CA              | 2               | 0               | UCL+CU             | 5+2                | 0+1                | SA          | 1           | 0           | 37     | 7      |
| 2000-2001                 | Sturm Graz                | BL                        | 31         | 9          | CA              | 3               | 2               | UCL                | 13                 | 6                  | -           | -           | -           | 47     | 17     |
| Totale Sturm Graz         | Totale Sturm Graz         | Totale Sturm Graz         | 216        | 32         |                 | 20+             | 7+              |                    | 29+                | 7+                 |             | 2           | 0           | 267+   | 46+    |
| 2001-2002                 | Brescia                   | A                         | 20         | 0          | CI              | 4               | 2               | -                  | -                  | -                  | -           | -           | -           | 24     | 2      |
| 2002-2003                 | Brescia                   | A                         | 23         | 2          | CI              | 2               | 0               | -                  | -                  | -                  | -           | -           | -           | 25     | 2      |
| 2003-2004                 | Brescia                   | A                         | 20         | 0          | CI              | 1               | 0               | CI                 | 2                  | 0                  | -           | -           | -           | 23     | 0      |
| 2004-2005                 | Brescia                   | A                         | 17         | 1          | CI              | 2               | 0               | -                  | -                  | -                  | -           | -           | -           | 19     | 1      |
| Totale Brescia            | Totale Brescia            | Totale Brescia            | 80         | 3          |                 | 9               | 2               |                    | 2                  | 0                  |             |             |             | 91     | 5      |
| 2005-2006                 | Salisburgo                | BL                        | 31         | 6          | CA              | 2               | 0               | -                  | -                  | -                  | -           | -           | -           | 33     | 6      |
| 2006                      | N.Y. Red Bulls            | MLS                       | 7          | 0          | -               | -               | -               | -                  | -                  | -                  | -           | -           | -           | 7      | 0      |
| 2007                      | N.Y. Red Bulls            | MLS                       | 5          | 0          | -               | -               | -               | -                  | -                  | -                  | -           | -           | -           | 5      | 0      |
| Totale New York Red Bulls | Totale New York Red Bulls | Totale New York Red Bulls | 12         | 0          |                 |                 |                 |                    |                    |                    |             |             |             | 12     | 0      |
| Totale carriera           | Totale carriera           | Totale carriera           | 379        | 44         |                 | 38+             | 11+             |                    | 41+                | 8+                 |             | 2           | 0           | 460+   | 63+    |

### Cronologia presenze e reti in nazionale
| Cronologia completa delle presenze e delle reti in nazionale ― Austria | Cronologia completa delle presenze e delle reti in nazionale ― Austria | Cronologia completa delle presenze e delle reti in nazionale ― Austria | Cronologia completa delle presenze e delle reti in nazionale ― Austria | Cronologia completa delle presenze e delle reti in nazionale ― Austria | Cronologia completa delle presenze e delle reti in nazionale ― Austria | Cronologia completa delle presenze e delle reti in nazionale ― Austria | Cronologia completa delle presenze e delle reti in nazionale ― Austria |
| Data                                                                   | Città                                                                  | In casa                                                                | Risultato                                                              | Ospiti                                                                 | Competizione                                                           | Reti                                                                   | Note                                                                   |
| ---------------------------------------------------------------------- | ---------------------------------------------------------------------- | ---------------------------------------------------------------------- | ---------------------------------------------------------------------- | ---------------------------------------------------------------------- | ---------------------------------------------------------------------- | ---------------------------------------------------------------------- | ---------------------------------------------------------------------- |
| 16-8-1995                                                              | Rīga                                                                   | Lettonia                                                               | 3 – 2                                                                  | Austria                                                                | Qual. Euro 1996                                                        | -                                                                      | 46’                                                                    |
| 6-9-1995                                                               | Vienna                                                                 | Austria                                                                | 3 – 1                                                                  | Irlanda                                                                | Qual. Euro 1996                                                        | -                                                                      |                                                                        |
| 11-10-1995                                                             | Vienna                                                                 | Austria                                                                | 1 – 1                                                                  | Portogallo                                                             | Qual. Euro 1996                                                        | -                                                                      |                                                                        |
| 15-11-1995                                                             | Belfast                                                                | Irlanda del Nord                                                       | 5 – 3                                                                  | Austria                                                                | Qual. Euro 1996                                                        | 1                                                                      | 89’                                                                    |
| 27-3-1996                                                              | Vienna                                                                 | Austria                                                                | 1 – 0                                                                  | Svizzera                                                               | Amichevole                                                             | -                                                                      |                                                                        |
| 24-4-1996                                                              | Budapest                                                               | Ungheria                                                               | 0 – 2                                                                  | Austria                                                                | Amichevole                                                             | -                                                                      |                                                                        |
| 29-5-1996                                                              | Salisburgo                                                             | Austria                                                                | 1 – 0                                                                  | Rep. Ceca                                                              | Amichevole                                                             | -                                                                      | 63’                                                                    |
| 31-8-1996                                                              | Vienna                                                                 | Austria                                                                | 0 – 0                                                                  | Scozia                                                                 | Qual. Mondiali 1998                                                    | -                                                                      |                                                                        |
| 9-10-1996                                                              | Solna                                                                  | Svezia                                                                 | 0 – 1                                                                  | Austria                                                                | Qual. Mondiali 1998                                                    | -                                                                      | 30’ 78’                                                                |
| 9-11-1996                                                              | Vienna                                                                 | Austria                                                                | 2 – 1                                                                  | Lettonia                                                               | Qual. Mondiali 1998                                                    | -                                                                      |                                                                        |
| 18-3-1997                                                              | Linz                                                                   | Austria                                                                | 0 – 2                                                                  | Slovenia                                                               | Amichevole                                                             | -                                                                      |                                                                        |
| 2-4-1997                                                               | Glasgow                                                                | Scozia                                                                 | 2 – 0                                                                  | Austria                                                                | Qual. Mondiali 1998                                                    | -                                                                      |                                                                        |
| 20-8-1997                                                              | Tallinn                                                                | Estonia                                                                | 0 – 3                                                                  | Austria                                                                | Qual. Mondiali 1998                                                    | -                                                                      | 83’                                                                    |
| 11-10-1997                                                             | Vienna                                                                 | Austria                                                                | 4 – 0                                                                  | Bielorussia                                                            | Qual. Mondiali 1998                                                    | -                                                                      | 66’                                                                    |
| 25-3-1998                                                              | Vienna                                                                 | Austria                                                                | 2 – 3                                                                  | Ungheria                                                               | Amichevole                                                             | -                                                                      |                                                                        |
| 22-4-1998                                                              | Vienna                                                                 | Austria                                                                | 0 – 3                                                                  | Stati Uniti                                                            | Amichevole                                                             | -                                                                      | 57’                                                                    |
| 2-6-1998                                                               | Vienna                                                                 | Austria                                                                | 6 – 0                                                                  | Liechtenstein                                                          | Amichevole                                                             | -                                                                      | 46’                                                                    |
| 17-6-1998                                                              | Saint-Étienne                                                          | Cile                                                                   | 1 – 1                                                                  | Austria                                                                | Mondiali 1998 - 1º turno                                               | -                                                                      | 46’                                                                    |
| 19-8-1998                                                              | Vienna                                                                 | Austria                                                                | 2 – 2                                                                  | Francia                                                                | Amichevole                                                             | -                                                                      | 46’                                                                    |
| 10-3-1999                                                              | San Gallo                                                              | Svizzera                                                               | 2 – 4                                                                  | Austria                                                                | Amichevole                                                             | -                                                                      | 58’                                                                    |
| 28-4-1999                                                              | Graz                                                                   | Austria                                                                | 7 – 0                                                                  | San Marino                                                             | Qual. Euro 2000                                                        | -                                                                      | 70’                                                                    |
| 4-9-1999                                                               | Vienna                                                                 | Austria                                                                | 1 – 3                                                                  | Spagna                                                                 | Qual. Euro 2000                                                        | -                                                                      | 60’                                                                    |
| 29-3-2000                                                              | Graz                                                                   | Austria                                                                | 1 – 1                                                                  | Svezia                                                                 | Amichevole                                                             | -                                                                      |                                                                        |
| 26-4-2000                                                              | Vienna                                                                 | Austria                                                                | 1 – 2                                                                  | Croazia                                                                | Amichevole                                                             | -                                                                      | 46’                                                                    |
| 16-8-2000                                                              | Budapest                                                               | Ungheria                                                               | 1 – 1                                                                  | Austria                                                                | Amichevole                                                             | -                                                                      |                                                                        |
| 1-9-2000                                                               | Vienna                                                                 | Austria                                                                | 5 – 1                                                                  | Iran                                                                   | Amichevole                                                             | -                                                                      | 46’                                                                    |
| 7-10-2000                                                              | Vaduz                                                                  | Liechtenstein                                                          | 0 – 1                                                                  | Austria                                                                | Qual. Mondiali 2002                                                    | -                                                                      | 67’                                                                    |
| 11-10-2000                                                             | Vienna                                                                 | Austria                                                                | 1 – 1                                                                  | Spagna                                                                 | Qual. Mondiali 2002                                                    | -                                                                      | 75’                                                                    |
| 28-2-2001                                                              | Fiume                                                                  | Croazia                                                                | 1 – 0                                                                  | Austria                                                                | Amichevole                                                             | -                                                                      | 72’                                                                    |
| 24-3-2001                                                              | Sarajevo                                                               | Bosnia ed Erzegovina                                                   | 1 – 1                                                                  | Austria                                                                | Qual. Mondiali 2002                                                    | -                                                                      | 46’ 75’                                                                |
| 27-10-2001                                                             | Ramat Gan                                                              | Israele                                                                | 1 – 1                                                                  | Austria                                                                | Qual. Mondiali 2002                                                    | -                                                                      | 60’                                                                    |
| 10-11-2001                                                             | Vienna                                                                 | Austria                                                                | 0 – 1                                                                  | Turchia                                                                | Qual. Mondiali 2002                                                    | -                                                                      | 26’ 53’                                                                |
| 14-11-2001                                                             | Istanbul                                                               | Turchia                                                                | 5 – 0                                                                  | Austria                                                                | Qual. Mondiali 2002                                                    | -                                                                      | 54’                                                                    |
| 7-9-2002                                                               | Vienna                                                                 | Austria                                                                | 2 – 0                                                                  | Moldavia                                                               | Qual. Euro 2004                                                        | -                                                                      | 58’                                                                    |
| 12-10-2002                                                             | Minsk                                                                  | Bielorussia                                                            | 0 – 2                                                                  | Austria                                                                | Qual. Euro 2004                                                        | 1                                                                      |                                                                        |
| 16-10-2002                                                             | Vienna                                                                 | Austria                                                                | 0 – 3                                                                  | Paesi Bassi                                                            | Qual. Euro                                                             | -                                                                      |                                                                        |
| 20-11-2002                                                             | Vienna                                                                 | Austria                                                                | 0 – 1                                                                  | Norvegia                                                               | Amichevole                                                             | -                                                                      | 5’                                                                     |
| 26-3-2003                                                              | Graz                                                                   | Austria                                                                | 2 – 2                                                                  | Grecia                                                                 | Amichevole                                                             | 1                                                                      |                                                                        |
| 2-4-2003                                                               | Praga                                                                  | Rep. Ceca                                                              | 4 – 0                                                                  | Austria                                                                | Qual. Euro 2004                                                        | -                                                                      |                                                                        |
| 30-4-2003                                                              | Glasgow                                                                | Scozia                                                                 | 0 – 2                                                                  | Austria                                                                | Amichevole                                                             | -                                                                      |                                                                        |
| 7-6-2003                                                               | Tiraspol                                                               | Moldavia                                                               | 1 – 0                                                                  | Austria                                                                | Qual. Euro 2004                                                        | -                                                                      | 87’                                                                    |
| 20-8-2003                                                              | Vienna                                                                 | Austria                                                                | 2 – 0                                                                  | Costa Rica                                                             | Amichevole                                                             | -                                                                      | 65’ 67’                                                                |
| 6-9-2003                                                               | Rotterdam                                                              | Paesi Bassi                                                            | 3 – 1                                                                  | Austria                                                                | Qual. Euro 2004                                                        | -                                                                      |                                                                        |
| 11-10-2003                                                             | Vienna                                                                 | Austria                                                                | 2 – 3                                                                  | Rep. Ceca                                                              | Qual. Euro 2004                                                        | -                                                                      | 22’, 64’                                                               |
| 31-3-2004                                                              | Bratislava                                                             | Slovacchia                                                             | 1 – 1                                                                  | Austria                                                                | Amichevole                                                             | -                                                                      | 43’ 69’                                                                |
| 28-4-2004                                                              | Innsbruck                                                              | Austria                                                                | 4 – 1                                                                  | Lussemburgo                                                            | Amichevole                                                             | -                                                                      | 82’                                                                    |
| 25-5-2004                                                              | Graz                                                                   | Austria                                                                | 0 – 0                                                                  | Russia                                                                 | Amichevole                                                             | -                                                                      | 72’ 77’                                                                |
| 18-8-2004                                                              | Vienna                                                                 | Austria                                                                | 1 – 3                                                                  | Germania                                                               | Amichevole                                                             | -                                                                      | 46’                                                                    |
| 8-9-2004                                                               | Vienna                                                                 | Austria                                                                | 2 – 0                                                                  | Azerbaigian                                                            | Qual. Mondiali 2006                                                    | -                                                                      | 57’                                                                    |
| 9-10-2004                                                              | Vienna                                                                 | Austria                                                                | 1 – 3                                                                  | Polonia                                                                | Qual. Mondiali 2006                                                    | 1                                                                      | 10’                                                                    |
| 13-10-2004                                                             | Belfast                                                                | Irlanda del Nord                                                       | 3 – 3                                                                  | Austria                                                                | Qual. Mondiali 2006                                                    | 2                                                                      | 83’                                                                    |
| 17-8-2005                                                              | Graz                                                                   | Austria                                                                | 2 – 2                                                                  | Scozia                                                                 | Amichevole                                                             | -                                                                      | 69’                                                                    |
| 3-9-2005                                                               | Chorzów                                                                | Polonia                                                                | 3 – 2                                                                  | Austria                                                                | Qual. Mondiali 2006                                                    | -                                                                      | 75’ 81’                                                                |
| 8-10-2005                                                              | Manchester                                                             | Inghilterra                                                            | 1 – 0                                                                  | Austria                                                                | Qual. Mondiali 2006                                                    | -                                                                      | 24’ 65’                                                                |
| 12-10-2005                                                             | Vienna                                                                 | Austria                                                                | 2 – 0                                                                  | Irlanda del Nord                                                       | Qual. Mondiali 2006                                                    | -                                                                      | 55’                                                                    |
| Totale                                                                 |                                                                        | Presenze                                                               | 56                                                                     |                                                                        | Reti                                                                   | 6                                                                      |                                                                        |

### Statistiche da allenatore
Statistiche aggiornate al 30 ottobre 2024.
| Stagione        | Squadra         | Campionato      | Campionato | Campionato | Campionato | Campionato | Coppe nazionali | Coppe nazionali | Coppe nazionali | Coppe nazionali | Coppe nazionali | Coppe continentali | Coppe continentali | Coppe continentali | Coppe continentali | Coppe continentali | Altre coppe | Altre coppe | Altre coppe | Altre coppe | Altre coppe | Totale | Totale | Totale | Totale | % Vittorie | Piazzamento |
| Stagione        | Squadra         | Comp            | G          | V          | N          | P          | Comp            | G               | V               | N               | P               | Comp               | G                  | V                  | N                  | P                  | Comp        | G           | V           | N           | P           | G      | V      | N      | P      | %          | Piazzamento |
| --------------- | --------------- | --------------- | ---------- | ---------- | ---------- | ---------- | --------------- | --------------- | --------------- | --------------- | --------------- | ------------------ | ------------------ | ------------------ | ------------------ | ------------------ | ----------- | ----------- | ----------- | ----------- | ----------- | ------ | ------ | ------ | ------ | ---------- | ----------- |
| apr.-mag. 2013  | Sturm Graz      | BL              | 6          | 1          | 0          | 5          | CA              | 0               | 0               | 0               | 0               | -                  | -                  | -                  | -                  | -                  | -           | -           | -           | -           | -           | 6      | 1      | 0      | 5      | 16,67      | Interim, 4° |
| 2018-2019       | Hartberg        | BL              | 32         | 10         | 5          | 17         | CA              | 4               | 3               | 0               | 1               | -                  | -                  | -                  | -                  | -                  | -           | -           | -           | -           | -           | 36     | 13     | 5      | 18     | 36,11      | 11°         |
| 2019-2020       | Hartberg        | BL              | 32+2       | 12+1       | 6+1        | 14         | CA              | 1               | 0               | 1               | 0               | -                  | -                  | -                  | -                  | -                  | -           | -           | -           | -           | -           | 35     | 13     | 8      | 14     | 37,14      | 5°          |
| 2020-2021       | Hartberg        | BL              | 32+1       | 12         | 11         | 9+1        | CA              | 3               | 2               | 0               | 1               | UEL                | 1                  | 0                  | 0                  | 1                  | -           | -           | -           | -           | -           | 37     | 14     | 11     | 12     | 37,84      | 7°          |
| ago.-ott. 2021  | Barnsley        | FLC             | 15         | 1          | 5          | 9          | FACup+CdL       | 0+1             | 0+0             | 0+1             | 0+0             | -                  | -                  | -                  | -                  | -                  | -           | -           | -           | -           | -           | 16     | 1      | 6      | 9      | &6,25      | Eson        |
| feb.-giu. 2023  | Hartberg        | BL              | 16         | 6          | 4          | 6          | CA              | 0               | 0               | 0               | 0               | -                  | -                  | -                  | -                  | -                  | -           | -           | -           | -           | -           | 16     | 6      | 4      | 6      | 37,50      | Sub, 10°    |
| 2023-2024       | Hartberg        | BL              | 32+2       | 12         | 9          | 11+2       | CA              | 3               | 2               | 1               | 0               | -                  | -                  | -                  | -                  | -                  | -           | -           | -           | -           | -           | 37     | 14     | 10     | 13     | 37,84      | 5°          |
| lug.-ago. 2024  | Hartberg        | BL              | 4          | 0          | 2          | 2          | CA              | 2               | 2               | 0               | 0               | -                  | -                  | -                  | -                  | -                  | -           | -           | -           | -           | -           | 6      | 2      | 2      | 2      | 33,33      | Dim         |
| Totale Hartberg | Totale Hartberg | Totale Hartberg | 148+5      | 52+1       | 37+1       | 59+3       |                 | 13              | 9               | 2               | 2               |                    | 1                  | 0                  | 0                  | 1                  |             | -           | -           | -           | -           | 167    | 62     | 40     | 65     | 37,13      |             |
| set. 2024-      | LASK            | BL              | 8          | 4          | 2          | 2          | CA              | 2               | 2               | 0               | 0               | UECL               | 3                  | 0                  | 2                  | 1                  | -           | -           | -           | -           | -           | 13     | 6      | 4      | 3      | 46,15      | Sub         |
| Totale carriera | Totale carriera | Totale carriera | 182        | 59         | 45         | 78         |                 | 16              | 11              | 3               | 2               |                    | 4                  | 0                  | 2                  | 2                  |             | -           | -           | -           | -           | 202    | 70     | 50     | 82     | 34,65      |             |

## Palmarès

### Competizioni nazionali
- Campionato austriaco: 2

Sturm Graz: 1997-1998, 1998-1999
- Coppa d'Austria: 2

Sturm Graz: 1995-1996, 1998-1999
- Supercoppa d'Austria: 2

Sturm Graz: 1998, 1999